# 최소일의 방법
최소일의 방법(method of least work)은 카스틸리아노의 정리 또는 그를 이용한 부정정 구조 해석 방법을 일컫는다.

## 의미
구조물의 부정정 차수만큼의 부정정력(또는 잉여력)을 선택할 수 있는데, 지점 침하가 없는 부정정 구조물에서 임의의 하중으로 생기는 부정정력 {\displaystyle P_{j}}의 작용점에서의 처짐 {\displaystyle \delta _{j}}은 0이므로 구조물의 탄성 변형 에너지 {\displaystyle U}가 외부 하중과 부정정력의 함수로 주어졌을 때, 카스틸리아노의 제2정리에 의해 다음과 같이 나타낼 수 있다.
{\displaystyle \delta _{j}={\frac {\partial U}{\partial P_{j}}}=0}
따라서 n차 부정정 구조물에 대해서
{\displaystyle {\frac {\partial U}{\partial P_{1}}}={\frac {\partial U}{\partial P_{2}}}=...={\frac {\partial U}{\partial P_{3}}}=0}
이상의 표현에서, 적합 조건을 만족하는 부정정력은 구조물의 탄성 변형 에너지의 각 하중에 대한 1차 도함수가 0이 되는 경우에 주어진다. 외부 하중의 작용과 그로 인한 구조물의 변형 과정에서 에너지의 손실이 없다면, 평형 상태의 구조물에 저장된 탄성 변형 에너지는 외부 하중이 한 일과 같으므로 최소일의 원리가 유도된다.

## 같이 보기
- 카스틸리아노의 정리